# Ilobasco
Ilobasco é um município do departamento de Cabañas, em El Salvador. Sua população estimada em 2007 era de 61 510 habitantes.